# Trilepisium
Trilepisium, biljni rod iz porodice dudovki smješten u tribus Dorstenieae. Postoji ili dvije vrsta drveća koje su raširene po tropskoj Africi.

## Vrste
1. Trilepisium madagascariense DC.
2. Trilepisium gymnandrum (Baker) J.Gerlach; kritično ugrožena vrsta sa Sejšela, na otoku Silhouette

## Sinonimi
- Bosqueia Thouars ex Baill.
- Pontya A.Chev.